# جماعت تبلیغ
جماعت تبلیغ (به اردو: تبلیغی جماعت، به عربی: جماعة التبلیغ، به بنگالی: तबलीगी जमात)یکی از جنبش‌های اسلامی معاصر می‌باشد که توسط مولوی محمدالیاس کاندهلوی در سال ۱۹۲۶ به منظور تبلیغ دین اسلام از منطقه‌ای نزدیک به دهلی هند آغاز گردید. از دیدگاه جماعت تبلیغ یک دعوتگر مسلمانی‌ست که خود را در قبال دیگر انسان‌ها به ویژه مسلمانان مسئول دانسته نه تنها در اندیشه مسلمانی خود نیست. بیشتر کسانی که به این راه می‌روند چند خصوصیت نسبت به سایر مسلمانان پیدا می‌کنند که عبارت‌اند از زنده کردن سنت‌های پیامبر، ساده زیستی، دوری از اسراف، اعتماد به الله، ترک بیشتر مناهی، خواندن نمازهای پنجگانه به صورت جماعت، تعلیم و تعلم فضائل احکامات دین و استفاده از امکانات امروزی در راه دین. ۹۹ درصد آنها اعتیاد به هیچگونه دخانیات و مواد مخدر و مشروب و فساد و غیره نداشته و بیرون کشیدن سایر افراد از این منجلاب را وظیفه شرعی خود می‌دانند. دعوت یک جماعت تبلیغی به دیگران بدین‌گونه می‌باشد: بسم الله الرحمن الرحیم. نحمده و نصلی علی رسوله الکریم. الحمد لله که ما مسلمان هستیم، مسلمانان به برکت کلمه لا اله الا الله و محمد رسول‌الله عزیز است. لااله الا الله یعنی اقرار بندگی و محمد رسول‌الله یعنی روش زندگی. الله خالق، مالک، حافظ و رازق است. همه کارهای جهان در حیطه قدرت‌الله است. می‌بایست یقین به این که هر کاری در جهان در حیطه الله است در قلب ما پیدا شود. و الله برای کامیابی ما دین کامل (اسلام) را به وسیله وحی فرستاده است. دین چیست؟ احکامات الله به روش رسول‌الله را دین می‌گویند. دین چگونه در زندگی ما وارد می‌شود؟. با محنت و تلاش، همان‌گونه که پیامبران به ویژه پیامبر اسلام کوشش کرده و جان و مال خود را فدا کردند تا به ما دین را برسد. ان شاء الله من برای منحت در راه دین آماده‌ام. ان شاء الله آیا شما نیز آماده‌اید. سپس مخاطب نیز می‌گوید ان شاء الله.
اصول این حرکت بر شش صفت بنا شده؛ اول کلمه طیبه لااله‌الاالله و محمد رسول‌الله دوم نماز سوم علم و ذکر چهارم اکرام مسلم پنجم اخلاص نیت ششم دعوت و تبلیغ.
در ایران بزرگ‌ترین مرکز جماعت تبلیغ در شهر زاهدان است. همچنین در جزیره قشم، بندر خمیر، ترکمن صحرا، خواف، تایباد، تربت جام، لنگه، سنندج، تالش، احمد محمودی (استان فارس)، ایرانشهر و سراوان و بندر بوشهر مراکز جماعت تبلیغ وجود دارد.